# 在ベンガルール日本国総領事館
在ベンガルール日本国総領事館（英語: Consulate-General of Japan in Bengaluru）は、インド南部の主要都市ベンガルール（バンガロール）に設置されている日本の総領事館である。

## 沿革
- 2008年1月1日、在バンガロール出張駐在官事務所（在バンガロール駐在官事務所）が開設される[1]
- 2014年8月1日、バンガロールの出張駐在官事務所が在バンガロール領事事務所に改称される[2]
- 2014年11月1日、バンガロールがベンガルールに改称される[3]
- 2015年1月1日、日本の領事事務所が在ベンガルール領事事務所に改称される[4]
- 2017年1月1日、領事事務所に代わって在ベンガルール日本国総領事館が開設される[5]

## 所在地
1st Floor, Prestige Nebula, No. 8-14, Cubbon Road, Bengaluru 560 001

## 管轄地域
カルナータカ州を管轄。